# Telecurso
Telecurso é um sistema educacional de educação a distância brasileiro mantido pela Fundação Roberto Marinho e pelo sistema FIESP. Idealizado e criado pelo jornalista Francisco Calazans Fernandes, o programa consiste em teleaulas das últimas séries do (1º grau, ou ginásio) e do (2º grau, ou colégio) que podem ser assistidas em casa ou em telessalas. Também existe a modalidade profissionalizante em mecânica.
O programa era exibido simultaneamente em parceria pela TV Globo, TV Cultura, TV Brasil (anteriormente TVE Brasil e Radiobrás) e Canal Futura. As emissoras TV Aparecida e Rede Vida também chegaram a retransmitir o programa.
Atualmente o programa é exibido pelos canais de televisão TV Educação, TVT, Canal Futura e também pelo próprio site do Telecurso.

## Formato
As aulas são divididas por matérias. Cada teleaula tem uma duração de 15 minutos aproximadamente. Há material didático para cada disciplina. O propósito da iniciativa era levar educação básica para quem não possui acesso formal e presencial, como em municípios distantes e para pessoas em situação de defasagem idade-ano. Não é possível estimar a quantidade de alunos atendidos pelo Telecurso, por conta da sua exibição na TV aberta e por não ser necessário fazer uma matrícula. Atualmente, está disponível gratuitamente na internet, o que nos impede ainda mais de ter controle sobre quantidade de alunos que se beneficiaram e se beneficiam do projeto.
O curso propriamente não emitia certificação, mas através do estudo ofertado por ele, os alunos poderiam fazer exames de certificação ofertados pelo governo, como o ENCCEJA e o ENEM, que fornecem a certificação se o aluno obtiver determinada pontuação.

## História

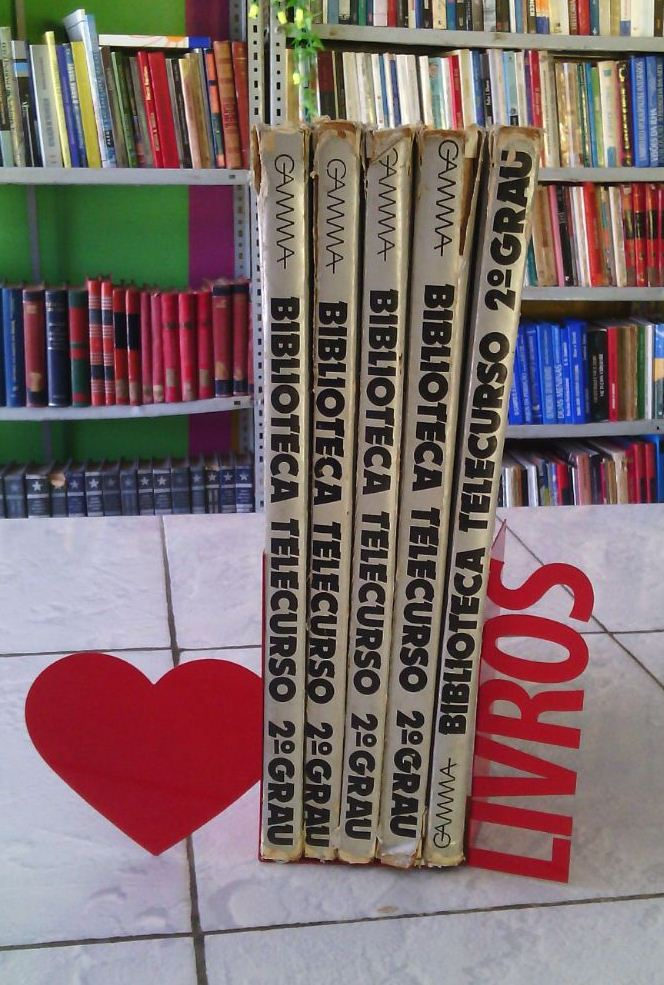
Acervo do Telecurso 2° Grau numa casa de cultura.

O Telecurso 2º Grau foi criado em 1977 com uma parceria entre a Fundação Padre Anchieta – mantenedora da TV Cultura – e a Fundação Roberto Marinho - pertencente ao Grupo Globo. A TV Globo também exibia os cursos.  Em 1981, foi criado o Telecurso 1º Grau.
Em 1986, a Fundação Roberto Marinho criou uma nova versão do Telecurso 2º Grau em parceria com a Fundação Bradesco, que obteve autorização para avaliar e certificar o curso com validade para prosseguimento de estudos em todo território nacional, em escolas e classes montadas em empresas.
Em 2 de janeiro de 1995, a Fundação Roberto Marinho e a FIESP lançaram o Telecurso 2000 visando uma parcela da população que não havia completado o ensino fundamental ou o médio. Junto com ele também foi criado o Telecurso 2000 Profissionalizante. O Telecurso 2000 se popularizou através da TV Globo, que transmitiu o programa aos fins de madrugadas durante a semana, objetivando que trabalhadores pudessem assistir o programa antes da sua jornada de trabalho.
O Telecurso 2000 ficou no ar até 4 de abril de 2008, quando os programas passaram por reciclagem, por causa do desgaste das aulas originais e da desatualização em alguns tópicos das aulas de Geografia e História, que já não iam mais ao ar na íntegra. Com isso foi criado o Novo Telecurso que inclui os programas do Telecurso 2000 e novas disciplinas como filosofia, artes plásticas, música, teatro, sociologia e espanhol.
No ano de 2009, o Telecurso passou a apresentar uma nova série do Telecurso Profissionalizante de Mecânica com o auxílio do SENAI.
Em 14 de novembro de 2014, após 37 anos, o Telecurso deixou de ser exibido pela TV Globo. A Fundação Roberto Marinho levou o Telecurso na íntegra para um novo portal gratuito na Internet, com todas as teleaulas completas e com legendas closed caption. Com o fim da exibição na TV Globo, o programa passou a ser exibido no canal digital TV Educação. A exibição diária também foi mantida no  Canal Futura e na TVT. Além disso, o Globo Rural deixou de ser exibido diariamente, cedendo lugar ao noticiário matinal Hora Um. A edição semanal do Globo Rural foi mantida, sendo exibida aos domingos depois do  Pequenas Empresas & Grandes Negócios.
Alguns críticos argumentam que o Telecurso foi utilizado para legitimar a posição da TV Globo na mídia, além de destacar e reforçar a posição de Roberto Marinho dentro do regime militar.